# Сознательные женщины
Сознательные женщины (индон. Isteri Sedar, англ. Aware Women, IS) — неправительственная организация, действовавшая в Индонезии в 1930-е годы. Была основана в 1930 году в Бандунге. Создатели опирались на итоги Первого Конгресса индонезийских женщин, состоявшегося в 1928 году, и в качестве основной цели организации декларировали борьбу против полигамии.

## Предыстория
Первый Конгресс индонезийских женщин состоялся 22 декабря 1928 года в Джокьякарте, Индонезия. Он собрал различные женские организации со всей Индонезии для обсуждения гендерных проблем. Конгресс был первой коллективной попыткой организоваться вокруг официальной повестки дня, ознаменовавшей начало женского движения в Индонезии. Конгресс завершился образованием Ассоциации индонезийских женщин (индон. Perikatan Perempuan Indonesia, PPI), которая впоследствии была переименована в «Федерацию ассоциаций индонезийских жен» (англ. Federation of Indonesian Wives' Associations, индон. Persatuan Perkumpulan Istri Indonesia, PPII), состоящей из двадцати организаций.

## История
Организация «Сознательные женщины» была основана Суварни Принггодигдо (индон. Soewarni Pringgodigdo) в Бандунге, Индонезия, в 1930 году и работала как радикальная националистическая группа на позиции против полигамии. Организация издавала журнал Sedar. Её членство быстро росло вследствие актуальности социальной повестки которая отличалась секулярностью. Организация отказалась присоединиться к федерации из-за разногласий в подходах к вопросам национальной независимости, полигамии, проституции и брачного законодательства.
Социалистическая партия Индонезии поддерживала тесные связи с организацией, но после выборов 1955 года решила сформировать собственное женское крыло Социалистическое женское движение.